# Xavi Puebla
Xavi Puebla   (Barcelona, 1969) és un director i guionista català.

## Filmografia
- 2002 - Viernes (curtmetratge)
- 2002 - Noche de fiesta
- 2008 - Benvingut a Farewell-Gutmann

## Guardons
El director ha guanyat diversos premis, d'entre els quals destaquen:

### Premis
- Gaudí al millor guió (amb Jesús Gil Vilda) per Benvingut a Farewell-Gutmann, als I Premis Gaudí
- Premi al millor guió (amb Jesús Gil Vilda) per Benvingut a Farewell-Gutmann, al Festival de cinema de Mont-real
- Premi al millor director per Viernes al Festival de curts de Badajoz

### Nominacions
- Biznaga d'Or per Benvingut a Farewell-Gutmann al Festival de cinema espanyol de Málaga
- Violette d'Or per Benvingut a Farewell-Gutmann a Toulouse Cinespaña
- Goya al millor curtmetratge de ficció per Viernes